# Cambon-et-Salvergues
Cambon-et-Salvergues is een gemeente in het Franse departement Hérault (regio Occitanie) en telt 60 inwoners (2009). De plaats maakt deel uit van het arrondissement Béziers.

## Geografie
De oppervlakte van Cambon-et-Salvergues bedraagt 69,0 km², de bevolkingsdichtheid is dus 0,9 inwoners per km².
De onderstaande kaart toont de ligging van Cambon-et-Salvergues met de belangrijkste infrastructuur en aangrenzende gemeenten.

## Demografie
Onderstaande figuur toont het verloop van het inwonertal (bron: INSEE-tellingen).